# Дулеу
Дулеу (рум. Duleu) — село у повіті Караш-Северін в Румунії. Входить до складу комуни Фирліуг.
Село розташоване на відстані 359 км на захід від Бухареста, 25 км на північ від Решиці, 50 км на південний схід від Тімішоари.

## Населення
За даними перепису населення 2002 року у селі проживали 247 осіб. Рідною мовою 241 особа (97,6%) назвала румунську.
Національний склад населення села:
| Національність | Кількість осіб | Відсоток |
| -------------- | -------------- | -------- |
| румуни         | 240            | 97,2%    |
| німці          | 5              | 2,0%     |